# Belmontet

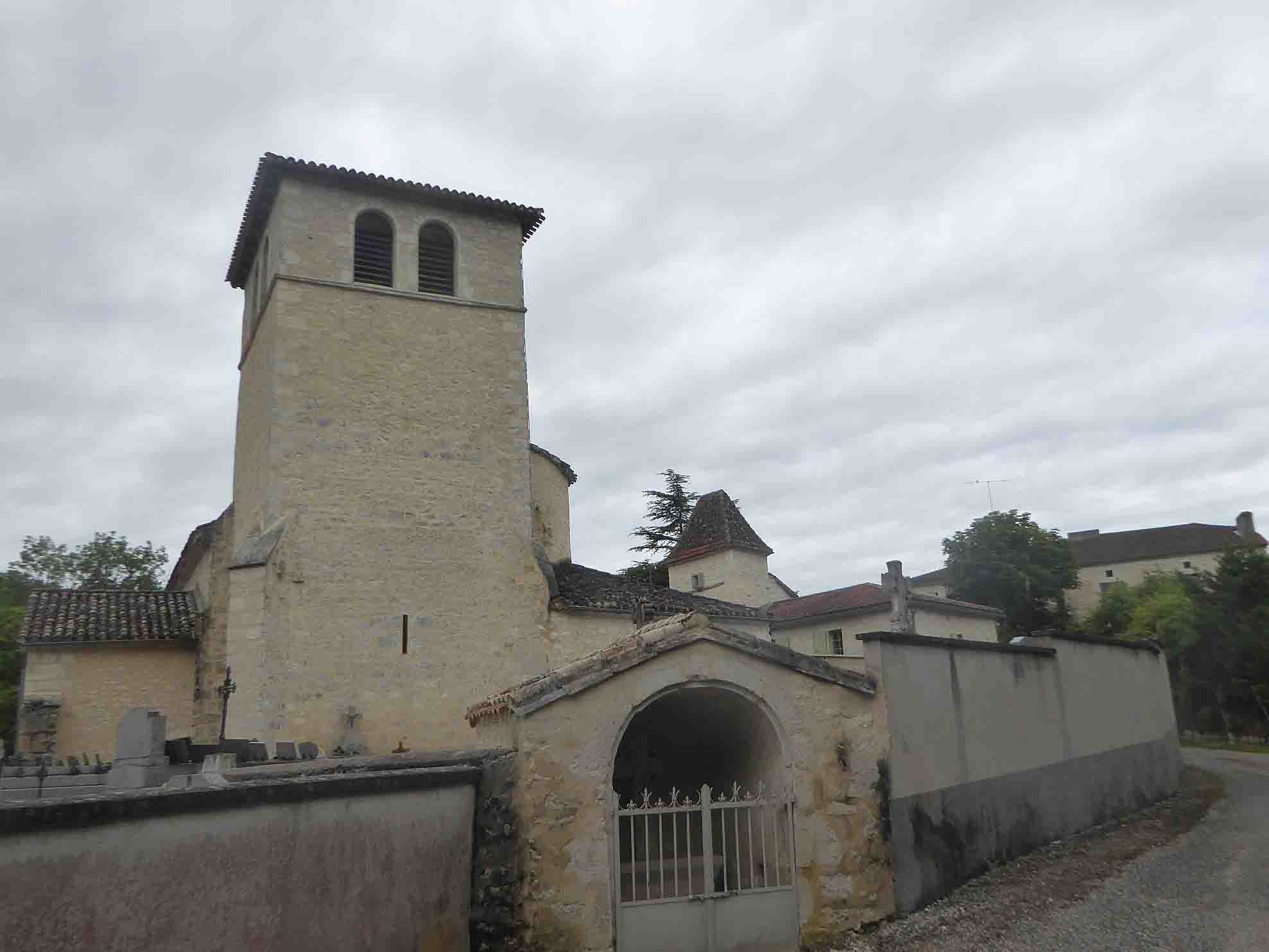
Die Kirche Saint-Avit de Belmontet (2018)

Belmontet ist eine Ortschaft und eine Commune déléguée in der französischen Gemeinde Montcuq-en-Quercy-Blanc mit 157 Einwohnern (Stand: 1. Januar 2018) im Département Tarn-et-Garonne in der Region Okzitanien.
Die Gemeinde Belmontet wurde mit Wirkung vom 1. Januar 2016 mit Montcuq, Lebreil, Sainte-Croix und Valprionde in der Commune nouvelle Montcuq-en-Quercy-Blanc zusammengeschlossen. Seither ist sie eine Commune déléguée. Nachbarorte sind Saint-Matré im Nordwesten, Le Boulvé im Norden, Fargues im Osten, Montcuq im Südosten, Sainte-Croix im Süden, Valprionde im Südwesten und Montaigu-de-Quercy im Westen.

## Bevölkerungsentwicklung
| Jahr      | 1962 | 1968 | 1975 | 1982 | 1990 | 1999 | 2004 | 2009 | 2013 | 2018 |
| --------- | ---- | ---- | ---- | ---- | ---- | ---- | ---- | ---- | ---- | ---- |
| Einwohner | 198  | 159  | 150  | 132  | 148  | 141  | 157  | 147  | 149  | 157  |